# 蘭嶼蘋婆
蘭嶼蘋婆（學名：Sterculia ceramica），又稱呂宋蘋婆，是蘋婆屬的一個成員，分佈於臺灣蘭嶼、綠島、菲律賓呂宋島、西里伯斯、马六甲，台灣原生於蘭嶼、綠島。蘭嶼蘋婆是一種多年生的常綠喬木，其果實為紅色，黑色種子可食用。